# Никоново (Пермский край)
Никоново — деревня в Гайнском районе Пермского края. Входит в состав Иванчинского сельского поселения. Располагается южнее районного центра, посёлка Гайны. Расстояние до районного центра составляет 31 км. По данным Всероссийской переписи населения 2010 года, в деревне проживало 10 человек (5 мужчин и 5 женщин).

## История
До Октябрьской революции населённый пункт Никоново входил в состав Гаинской волости, а в 1927 году — в состав Иванчинского сельсовета. По данным переписи населения 1926 года, в деревне насчитывалось 47 хозяйств, проживал 231 человек (110 мужчин и 121 женщина). Преобладающая национальность — коми-пермяки.
По данным на 1 июля 1963 года, в деревне проживало 123 человека. Населённый пункт входил в состав Иванчинского сельсовета.